# Ewoks: The Battle for Endor
Ewoks: The Battle for Endor is een Amerikaanse televisiefilm uit 1985. De film speelt zich af in het Star Warsuniversum, en is een vervolg op de film The Ewok Adventure.

## Verhaal
Bijna zes maanden zijn verstreken sinds de vorige film. De familie Towani (Jeremitt, Catrine, Mace, en Cindel) heeft eindelijk hun starcruiser kunnen maken en staat op het punt de bosmaan Endor te verlaten. Wanneer Jeremitt de laatste hand aan het schip legt, worden hij en het Ewokdorp aangevallen door een marauders, geleid door Terak en zijn handlanger Charal. Veel Ewoks vinden bij de aanval de dood, evenals Catrine en Mace. Terak wil van Jeremitt de energiecel van het schip, waar hij naar refereert als "the power." Terak steelt de energiecel, en vermoord Jeremitt. Cindel ontsnapt als enige terwijl de Ewoks worden meegenomen naar het kasteel van de Marauders, maar ze wordt niet veel later ook gevangen door Charal.
Met wat hulp van de andere Ewoks kunnen Cindel en de Ewok Wicket ontsnappen. Wicket bouwt een hangglider waarmee ze kunnen ontkomen aan de marauders. De ontsnapping slaagt, ondanks tussenkomst van een draakachtig monster.
De volgende dag ontmoeten Wicket en Cindel Teek, een supersnel wezen dat ook op Endor woont. Hij brengt de twee naar het huis van Noa Briqualon, een mens die net als Cindel en haar familie ooit neerstortte op Endor en sindsdien hier is blijven wonen. Hoewel Noa aanvankelijk niets moet hebben van Cindel en Wicket, nodigt hij hen later uit in zijn huis.
In het kasteel van de Marauders probeert Charal met haar magie de kracht uit de energiecel te halen, maar tevergeefs. Ze krijgt van Terak het bevel Cindel te vinden aangezien die waarschijnlijk wel weet hoe de energiecel werkt. Ondertussen brengen Wicket en Cindel de nacht door in Noa’s huis. De volgende dag ontdekken ze dat Noa ook een ruimteschip heeft, waar hij al een tijdje aan werkt. Het enige wat hij nog nodig heeft om zijn schip compleet te maken is een energiecel. Die nacht verteld Cindel Noa over haar familie.
De volgende dag wordt Cindel gewekt door een vrouwenstem die haar doet denken aan die van haar moeder. Ze volgt het geluid en vindt een jonge vrouw, die echter Charal in vermomming blijkt te zijn. Wicket en Noa ontdekken Cindels afwezigheid, maar zijn te laat om haar nog te redden. In het kasteel van de Marauders ontdekt Terak al snel dat Cindel ook niet weet hoe de energiecel werkt, en hij laat haar opsluiten bij de Ewoks. Noa, Wicket en Teek dringen niet veel later het kasteel binnen, en bevrijden Cindel en de Ewoks. Ze stelen tevens de energiecel.
Terak steelt Charals ring waarmee ze van gedaante kon veranderen zodat ze gedwongen is in haar kraaivorm te blijven. De marauders volgen de ontsnapte Ewoks naar Noa’s schip, waar Wicket de Ewoks aanspoort het schip te verdedigen. Noa probeert ondertussen met de energiecel het schip te starten. Dit lukt, en hij gebruikt het laserkanon van het schip om de marauders te verdrijven. Terak duikt ook op, en hij en Noa vechten met elkaar voor de energiecel. Noa wordt bijna gedood door Terak, maar Wicket vernielt met een slinger de ring die Terak om zijn nek draagt. De vernietiging van de ring maakt alle energie van de ring in een keer vrij, waardoor Terak verbrand. Nu Terak en de marauders zijn verslagen, vertrekken Cindel en Noa in Noa’s ruimteschip.

## Rolverdeling
| Acteur          | Personage  |
| --------------- | ---------- |
| Wilford Brimley | Noa        |
| Warwick Davis   | Wicket     |
| Aubree Miller   | Cindel     |
| Siân Phillips   | Charal     |
| Carel Struycken | Terak      |
| Niki Botelho    | Teek       |
| Paul Gleason    | Jeremitt   |
| Eric Walker     | Mace       |
| Marianne Horine | jonge heks |
| Daniel Frishman | Deej       |
| Tony Cox        | Willy      |
| Pam Grizz       | Shodu      |
| Roger Johnson   | Lieutenant |

## Achtergrond

### Productie
De film werd opgenomen in de zomer van 1985 in Marin County, Californië.
De film gebruikte net als zijn voorganger stop-motion voor de effecten. Daarmee was het een van de laatste films die deze techniek nog gebruikte. De reden dat nog altijd stop-motion werd gebruikt was omdat het budget niet groot genoeg was de nieuwere, maar duurdere, go-motion techniek te gebruiken.

### Plotelementen
Hoewel in de originele Star Wars films de Kracht het enige bovennatuurlijke fenomeen was dat werd getoond, bevat deze film ook veel elementen van magie en het mystieke zoals tovenaars en heksen.
De film toont net als zijn voorganger een groot aantal nieuwe bewoners van de bosmaan Endor. Naast de Ewoks wonen er ook de kolossale Gorax, de boar-wolves, een condor-draak hybride en de Marauders.

### Continuïteit
Volgens het Star Wars Expanded Universe speelt de film zich af voor Star Wars: Episode VI: Return of the Jedi. Er zijn echter fans die hier vraagtekens bijzetten. In deze film is Wicket namelijk in staat om het Galactic Standard (Engels) te begrijpen en zelfs een beetje te spreken, terwijl hij in “Return of the Jedi” Leia Organa niet lijkt te begrijpen. Een theorie onder fans is dat Cindel in de film in werkelijkheid een andere taal dan Basic sprak, en dat haar dialogen enkel voor het gemak van de kijker in het Engels zijn vertaald (net zoals dat de Ewoks gewoon Engels spraken in plaats van hun eigen taal in de animatieserie Star Wars: Ewoks).
Een ander punt is dat in de nieuwste uitgave van “Return of the Jedi” in de slotscène de Ewok hoofdman Chukha-Trok te zien is, terwijl hij in deze film om het leven komt.

### Bewerkingen
In 1986 publiceerde Random House een kinderboek gebaseerd op de film getiteld The Ring, the Witch, and the Crystal: An Ewok Adventure. Dit boek werd geschreven door Cathy East Dubowski.

## Prijzen en nominaties
- In 1986 won “Ewoks: The Battle for Endor” de Emmy Award voor “Outstanding Special Visual Effects”.
- Datzelfde jaar werd de film ook genomineerd voor Emmy’s in de categorieën “Outstanding Children’s Program” en “Outstanding Sound Mixing for a Miniseries or a Special”.